# Chorloogijn Tsjoibalsan

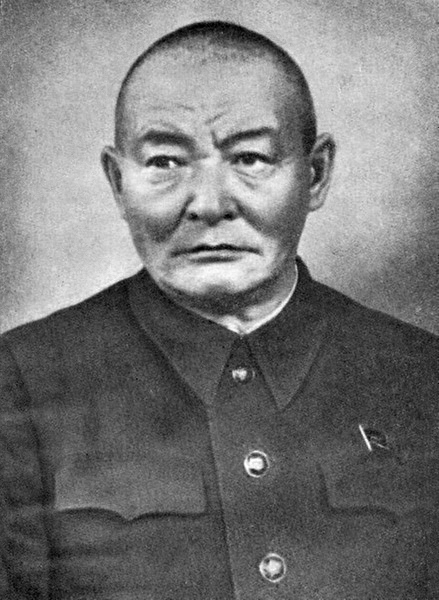
Chorloogijn Tsjoibalsan

Chorloogijn Tsjoibalsan (Mongools: Хорлоогийн Чойбалсан) (Tsjanghan Ghalbai, 8 februari 1895 – Moskou, 28 januari 1952) was een politicus uit de Volksrepubliek Mongolië. Hij volgde een opleiding aan de Russische school in Ulaanbaatar (toen: Oerga). In 1919 leidde hij een Mongoolse partizaneneenheid die de Chinese generaal Soe uit Mongolië wist te verdrijven. 
In februari 1921 nam de Baltische baron Roman von Ungern-Sternberg - die zich een reïncarnatie van Boeddha waande - met behulp van zijn Witte Leger de macht over in Mongolië en zette de koetoektoe (priester-koning) Jebtsundamba, af. Op 1 maart 1921 stichtten enkele jonge Mongoolse revolutionairen, waaronder Tsjoibalsan de Mongoolse Volkspartij. De Mongoolse Volkspartij keerde zich tegen Ungern-Sternberg en de Witte Legers, maar ook tegen het Westers imperialisme. Het programma van de Mongoolse Volkspartij was nationalistisch en socialistisch gekleurd. Tsjoibalsan, inmiddels een officier van het Mongoolse Revolutionaire Leger geworden, wist met behulp van het Sovjet-Russische Rode Leger Von Ungern-Sternberg en de koetoektoe Jebtsundamba te verdrijven. Sindsdien was Tsjoibalsan de leider van de pro-Sovjet groep binnen de Mongoolse Volkspartij. Na het overlijden van de koetoektoe in 1924 werd de Mongoolse Volksrepubliek uitgeroepen en de Mongoolse Volkspartij werd de communistische Mongoolse Revolutionaire Volkspartij (MPRP).
In 1924 werd Tsjoibalsan opperbevelhebber van het Mongoolse leger en in 1926 werd hij lid van het Centraal Comité en het Presidium van de MPRP.
Van 1929 tot 1930 was Tsjoibalsan staatshoofd (Voorzitter van het Presidium van de Kleine Staats Hural) en van 1939 tot 1952 minister-president (tot 1946 voorzitter van de Raad van Volkscommissarissen). Met Stalins hulp creëerde Tsjoibalsan een machtspositie. In de jaren dertig 'zuiverde' hij de Mongoolse Revolutionaire Volkspartij (MPRP) en gaf hij de sleutelposities in de regering weg aan de stalinisten. In 1935 liet hij oud-premier Gendoen berechten, omdat deze zich negatief uitliet over de Sovjet-economie in Mongolië. Na 1936 gaf hij leiding aan de liquidatie van het georganiseerd boeddhisme in Mongolië.
In 1939 werd Tsjoibalsan maarschalk. Tijdens de Tweede Wereldoorlog vocht Mongolië aan de kant van de geallieerden tegen de asmogendheden. Hij overleed in Moskou in 1952, volgens sommigen onder verdachte omstandigheden. Tot zijn dood bleef hij een machtig dictator. Partijsecretaris Tsedenbal volgde hem op.
Chorloogijn Tsjoibalsan werd meerdere malen onderscheiden met de Orde van Suha Bator.
- Gemeinsame Normdatei: 118624342
- International Standard Name Identifier: 0000 0000 8121 7981
- Library of Congress Control Number: n85193075
- Nationale Bibliotheek van Tsjechië: xx0062797
- Nationale Bibliotheek van Israël: 987007259631905171
- Nationale Bibliotheek van Polen: a0000002113565
- Nederlandse Thesaurus van Auteursnamen: 256042748
- Système universitaire de documentation: 142796999
- Virtual International Authority File: 42631039
- WorldCat: E39PBJtcDGfdfCtppRXVgWjHmd